# Teltowkanal-Route
Die Teltowkanal-Route (RSV 6) ist eine geplante Radschnellverbindung in Berlin. Sie soll sich über eine Gesamtlänge von rund 10,5 Kilometern erstrecken und durch die Ortsteile Lichterfelde, Lankwitz, Steglitz und Schöneberg verlaufen. Die Strecke soll von der brandenburgischen Landesgrenze in Zehlendorf entlang des Teltowkanals verlaufen und von Südende entlang der Trasse der S-Bahn-Linien S2 und S25 bis nördlich des Bahnhofs Südkreuz führen. Ebenfalls geprüft wird eine Weiterführung bis zum Bezirk Mitte.
Mit dem Bau sollte laut Senatsverwaltung für Umwelt, Verkehr und Klimaschutz 2022 begonnen werden. Die Planungsphase sollte voraussichtlich 30 Monate und die Bauzeit 18 Monate betragen. Mit der Fertigstellung wurde mit 2024 gerechnet, wobei unter anderem wegen möglicher Klagen gegen zu fällende Bäume oder wegfallende Parkflächen und Anwohnerproteste mit Verzögerungen gerechnet wird. Die geplanten Kosten wurden von dem zuständigen Unternehmen infraVelo auf „fünf Millionen Euro, plusminus 40 Prozent“ geschätzt, wobei das Budget nach Informationen von Januar 2019 nicht begrenzt sei. Diese Planungen haben sich als nicht haltbar erwiesen. Mittlerweile geht infraVelo von einem Ende des Planfeststellungsverfahrens im Jahr 2026 aus und gibt für die Fertigstellung 2030 an.
Laut infraVelo sollen Radfahrer durch die Route allein auf dem Streckenabschnitt zwischen Lichterfelde Süd und Südkreuz ein Drittel Fahrzeit sparen. Täglich sollen nach Schätzungen mit der Radschnellverbindung 1800 Autofahrten durch das Fahrrad ersetzt werden.

## Geschichte

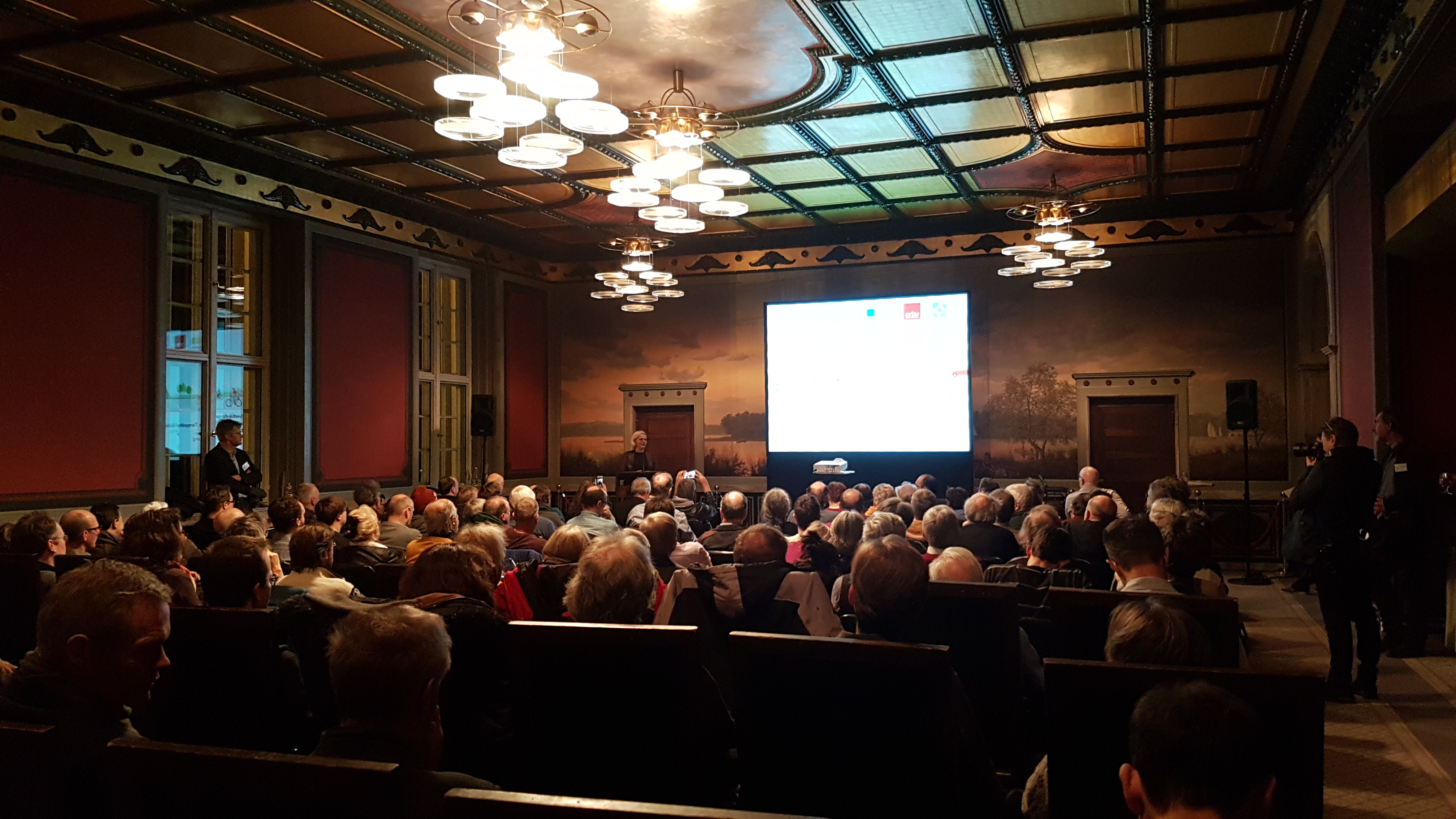
Informationsveranstaltung am 31. Januar 2019

Im Jahr 2017 wurden in Berlin 30 sogenannte Trassenkorridore identifiziert, die für den Bau von Radschnellwegen geeignet sein könnten. Davon wurde für zehn Strecken begonnen, konkrete mögliche Verläufe zu untersuchen. Nach § 45 des 2018 vom Berliner Abgeordnetenhaus beschlossenen Mobilitätsgesetzes, sollen in Berlin Radschnellverbindungen mit einer Gesamtlänge von mindestens hundert Kilometer gebaut werden. Für die Umsetzung wurde das landeseigene Unternehmen infraVelo gegründet. Für die Planung wurde das Ingenieurbüro SHP gewählt. Die Teltowkanal-Route soll als erster Radschnellweg realisiert werden. Für seinen Bau wurde ein Korridor von zehn Kilometern Länge und zwei Kilometern Breite untersucht.
Am 31. Januar 2019 stellten die Verkehrssenatorin Regine Günther und Thomas Richter von dem zuständigen Planungsbüro im Rathaus Schöneberg die Machbarkeitsstudie vor. Bestandteil der Veranstaltung war ein Dialog zwischen etwa 120 Bürgern und Interessierten und dem zuständigen Fachplanungsbüro über einen möglichen Verlauf der Route. Die dort aufgenommenen Anregungen sollen in die weiteren Planungen einbezogen werden. Der Abschluss für die Machbarkeitsuntersuchungen wurde auf Mitte 2019 datiert.

## Streckenbereiche

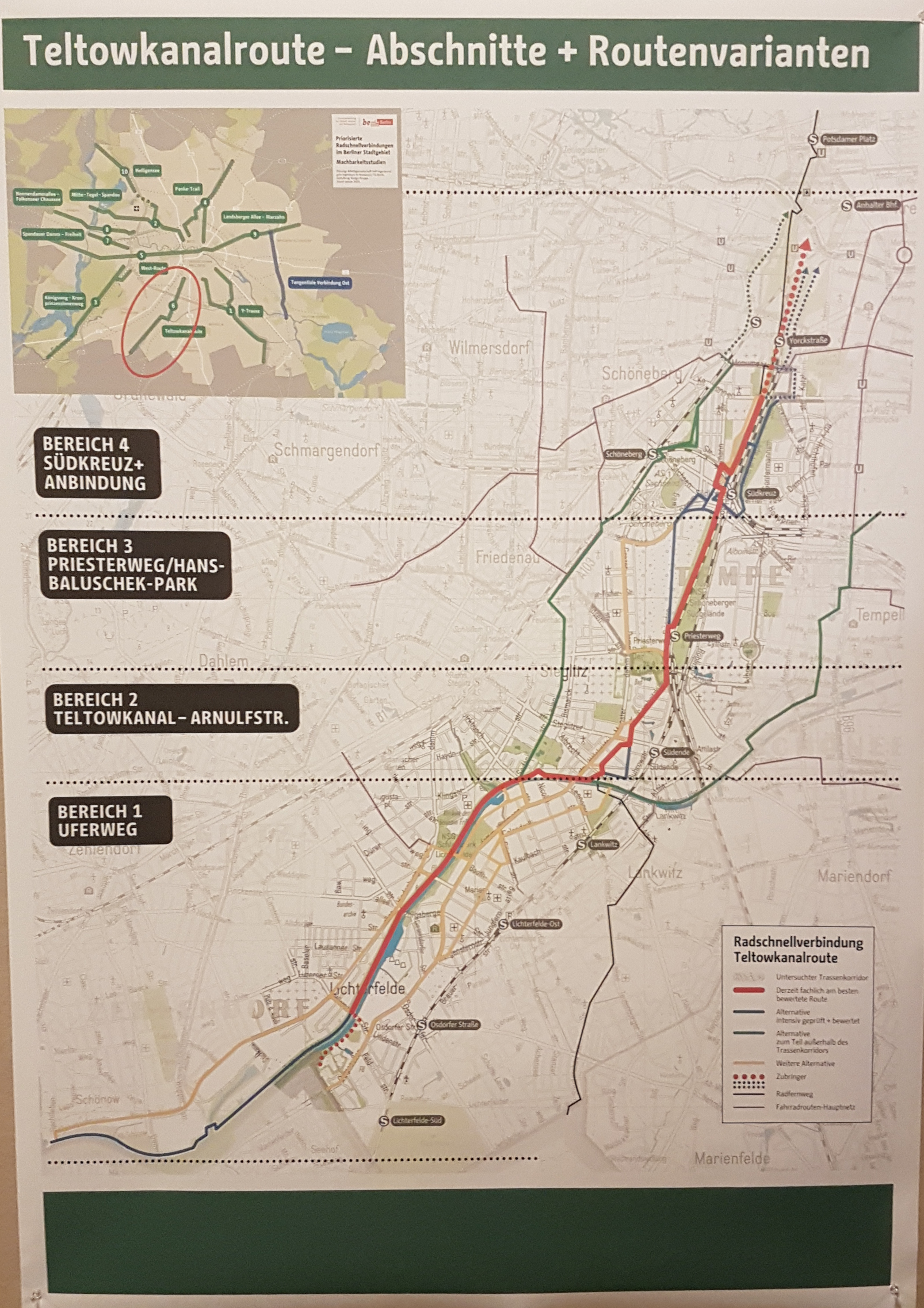
Abschnitte und Routenvarianten

Die voraussichtliche Route wurde von Süden nach Norden in die folgenden vier Bereiche beziehungsweise Abschnitte unterteilt:
- Bereich 1: Uferweg
- Bereich 2: Teltowkanal – Arnulfstraße
- Bereich 3: Priesterweg/Hans-Baluschek-Park
- Bereich 4: Bf. Südkreuz und Anbindung

Einige Streckenabschnitte, wie beispielsweise der Abschnitt durch den Hans-Baluschek-Park, gelten als bereits hinreichend für eine Eingliederung in die Radschnellverbindung ausgebaut. Dort hat jedoch der Fußverkehr Vorrang, was laut ADFC dazu führen würde „dass es immer wieder Konflikte gibt“. Für weitere Abschnitte sollen Kopfsteinpflasterwege asphaltiert werden und durch Anliegerstraßen führende Fahrradstraßen (zum Beispiel zwischen Albrechtstraße und Insulaner) eingerichtet werden. Letzteres steht wegen einer erwarteten Behinderung des Radverkehrs durch den motorisierten Verkehr in der Kritik. Streckenweise ist geplant, die Route an Verkehrsstraßen entlangführen zu lassen. Der ADFC lehnt dies ab und wünscht sich eine separate Strecke für den Radverkehr.
Als eine der planerischen Herausforderungen gilt die Lage des Bahnhofs Südkreuz, der die Route durchbricht und damals ohne hinreichenden Platz für den Radverkehr gebaut wurde. Der Bahnhof muss für die Route voraussichtlich umfahren werden. Seit 2018 duldete die Deutsche Bahn nicht mehr den Durchgang durch das Gebäude, der bisher als Verbindung zwischen den vorhandenen Radwegen durch den Hans-Baluschek-Park südlich des Gebäudes und der Bahntrasse bis zur Monumentenbrücke auf der anderen Seite genutzt wurde.

## Umsetzungsstufen
Die Realisierung der Berliner Radschnellverbindungen soll jeweils in sechs Stufen umgesetzt werden. Diese sind für die Teltowkanal-Route wie folgt terminiert:
1. Potenzialuntersuchung
2. Machbarkeitsstudie (bis Mitte 2019)
3. Entwurfsplanung
4. Planverfahren
5. Baubeginn (geplant für 2022)
6. Eröffnung (geplant für 2024)

Seitens des ADFC wird der Prozess als „überkompliziert“ kritisiert. Da mehrere geeignete Streckenabschnitte bereits vorhanden wären, sei eine weitere aufwendige Suche nach Alternativen unnötig und stattdessen die Suche nach Anbindungen in die Innenstadt sinnvoll, wie sie bisher nicht eingeplant sind.